# Tina Riegel
Christina „Tina“ Riegel, verheiratete Jöst (* 25. August 1965 in Stuttgart, Baden-Württemberg), ist eine ehemalige deutsche Eiskunstläuferin, die im Einzellauf und im Paarlauf startete.
In den achtziger Jahren gehörte Christina Riegel zu den bekanntesten bundesdeutschen Eiskunstläufern neben Norbert Schramm und Rudi Cerne. Sie startete sowohl im Einzellauf bei den Damen als auch im Paarlauf, hier zusammen mit Andreas Nischwitz. Riegel startete für den TuS Stuttgart Eissport. Ihr Paarlauftrainer war Karel Fajfr.
Riegel wurde an der Seite von Andreas Nischwitz von 1979 bis 1981 deutsche Paarlaufmeisterin. Im Jahr 1981 feierten Riegel und Nischwitz ihre größten Erfolge. Erst wurden sie in Innsbruck Vize-Europameister hinter Irina Worobjowa und Igor Lissowski und gewannen dann bei der Weltmeisterschaft in Hartford die Bronzemedaille. Nach einer schweren Sprunggelenkverletzung und wegen der andauernden Schikanen und Misshandlungen ihres Trainers beendete sie ihre Karriere kurz vor ihrem 17. Geburtstag.
Nach dem Ende ihrer Eiskunstlaufkarriere im Jahre 1981 arbeitete sie einige Zeit beim Fernsehsender Das Erste (beispielsweise als Assistentin von Rudi Carrell in den ersten 5 Folgen der Samstagabend-Show Die verflixte 7). Sie ist gelernte Kosmetikerin und wohnt mit ihrem Mann, einem Fitnesstrainer, und ihren Kindern, zwei Töchter und ein Sohn, in Stuttgart. Derzeit arbeitet sie als Fußpflegerin. Ihr letzter TV-Auftritt war für die Sendung Info.Markt (SWR) vom 23. November 2006 zum Thema „Schlittschuhe für Kinder“.

## Ergebnisse

### Paarlauf
(mit Andreas Nischwitz)
| Wettbewerb / Jahr        | 1979 | 1980 | 1981 |
| ------------------------ | ---- | ---- | ---- |
| Olympische Winterspiele  |      | 8.   |      |
| Weltmeisterschaften      | 8.   | 5.   | 3.   |
| Europameisterschaften    | 8.   | 6.   | 2.   |
| Deutsche Meisterschaften | 1.   | 1.   | 1.   |

### Einzellauf
| Wettbewerb / Jahr        | 1980 | 1981 |
| ------------------------ | ---- | ---- |
| Olympische Winterspiele  | 18.  |      |
| Weltmeisterschaften      | 19.  |      |
| Europameisterschaften    | Z    |      |
| Deutsche Meisterschaften | 3.   | 3.   |

- Z = Zurückgezogen